# Kairuku waewaeroa
Kairuku waewaeroa — вид пінгвінів (Sphenisciformes), викопні олігоценові рештки яких знайдено на Північному острові Нової Зеландії.

## Опис
Скелет голотипу є одним із найбільш повних скелетів гігантських пінгвінів, які були знайдені. Філогенетичний аналіз виявляє кладу, що об'єднує новозеландських ендеміків Kairuku waewaeroa, Kairuku waitaki та Kairuku grebneffi. Отримана ймовірна висота K. waewaeroa ≈ 1.38 м, а довжина тіла від кінчиків пальців до кінчика дзьоба ≈ 1.6 м.

## Поширення
Викопні рештки знайдено із формації Ґлен Массі (34.6–27.3 Ma) на Північному острові Нової Зеландії.

## Етимологія
Із маорі waewae — «ноги», roa — «довгі», що посилається на подовжені задні кінцівки.